# 乩身 (電視劇)
《乩身》，是一部即將上映的台灣奇幻電視劇，由賴俊羽、管偉傑執導，柯震東、王柏傑、薛仕凌、陳姸霏和楊銘威主演，故事講述三太子的乩身韓杰被迫為其賣命，在人間處理棘手案件的經歷。
該劇原定於2023年在Netflix首播，全季共六集。

## 演員
- 柯震東 飾演 韓杰：三太子的乩身，因兒時曾犯下過錯而被迫為三太子賣命贖罪[1]。
- 王柏傑 飾演 三太子：穿著現代潮流服裝的神明[1]。
- 薛仕凌 飾演 吳天機：富二代，試圖擾亂人魔兩間秩序[1]。
- 陳姸霏 飾演 葉芝苓：罹患血癌但為人樂觀的女大生，韓杰的同伴[1]。
- 楊銘威 飾演 張泯：有陰陽眼的刑警[1]。
- 潘俊佳[2]
- 侯彥西[2]
- 陳以文[2]
- 趙正平[2]
- 蕭東意[3]
- 林鶴軒[3]
- 郭子乾 飾演 神龍太子：開設道壇的神棍[4]。
- 隋棠 飾演 被神龍太子欺騙的單親媽媽[4]。

## 製作

### 開發

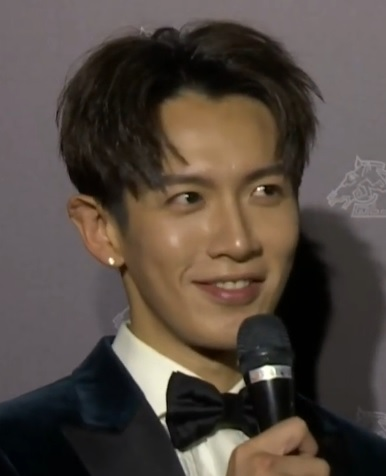
飾演韓杰的演員柯震東

2019年12月10日，mm2滿滿額娛樂、采昌多媒體和好好電影工作室宣佈改編台灣作家星子的小說系列《乩身》，由賴俊羽執導，莊淳淳監製，洪天祥出任動作指導，《返校》特效團隊擔任後期製作，柯震東、隋棠、王柏傑、郭子乾和姚愛寗主演。該劇預定共有六集，製作費高達1.8億新台幣，是台灣史上最高成本的製作。該劇原定於2020年內拍攝試播集，完工後才開始與發行平台洽談，並預計於2021年上檔，但因受COVID-19疫情影響而最終導致製作延期。2022年11月，薛仕凌、陳姸霏和楊銘威在開鏡儀式上宣佈加入演員陣容。

### 拍攝
該劇原定於2020年8月殺青，後延期至2022年11月14日開始主體拍攝，並在基隆市代明宮舉行開鏡儀式。2022年12月27日，劇組拍攝時一部用作臉部特寫的無人機失靈墜毀，過程中柯震東被螺旋葉片劃傷臉部，需緊急送院並縫了三十針。拍攝在意外發生後一度暫停，直至2023年1月11日才復工。該劇於3月5日殺青。

## 發行
《乩身》原定於2023年在串流平台Netflix上首播。

## 外部連結
- 互联网电影数据库（IMDb）上《乩身》的资料（英文）